# (37794) 1997 WP7
1997 WP7 (asteroide 37794) é um asteroide da cintura principal. Possui uma excentricidade de 0.18903720 e uma inclinação de 0.59372º.
Este asteroide foi descoberto no dia 19 de novembro de 1997 por Yoshisada Shimizu e Takeshi Urata em Nachi-Katsuura.